# آرامگاه درویش یوسف
مقبره درویش یوسف مربوط به سدهٔ ۸ و ۹ ه.ق است و در شهرستان بابل، بخش‌بند پی غربی، روستای بایی کلا واقع شده و این اثر در تاریخ ۲۴ اسفند ۱۳۸۳ با شمارهٔ ثبت ۱۱۵۱۸ به‌عنوان یکی از آثار ملی ایران به ثبت رسیده است.